# مواد هوشمند مبتنی بر نانوروبات‌ها
مواد هوشمند مبتنی بر نانوروبات‌ها (Smart Materials Based on Nanorobots) یکی از حوزه‌های پیشرفته فناوری نانو (Nanotechnology) است که قابلیت تغییر و تنظیم ویژگی‌های فیزیکی، شیمیایی و مکانیکی خود را در واکنش به شرایط محیطی دارند. این مواد با استفاده از نانوروبات‌ها (Nanorobots) که اجزای کوچکی در مقیاس نانومتر (Nanometer Scale) هستند، می‌توانند عملکردهای مختلفی مانند ترمیم خودکار (Self-healing), تغییر شکل هوشمند (Shape Memory), و حتی کنترل خواص الکترونیکی و مغناطیسی را ارائه دهند.

## ویژگی‌ها و عملکردها
مواد هوشمند مبتنی بر نانوروبات‌ها دارای قابلیت‌های متعددی هستند که آن‌ها را برای کاربردهای پیشرفته مناسب می‌کند. برخی از ویژگی‌های کلیدی آن‌ها عبارتند از :
- ترمیم خودکار : این مواد می‌توانند آسیب‌های فیزیکی و مکانیکی خود را تشخیص داده و با استفاده از نانوروبات‌های فعال در ساختار خود، ترمیم کنند. این ویژگی در صنایع هوافضا، پزشکی و ساخت‌وساز اهمیت زیادی دارد.
- کنترل خواص مواد : با استفاده از نانوروبات‌ها، می‌توان خواص فیزیکی و شیمیایی مواد را در زمان واقعی تنظیم کرد. به عنوان مثال، تغییر در میزان رسانایی الکتریکی یا واکنش به محرک‌های خارجی مانند دما و میدان مغناطیسی .
- تطبیق‌پذیری دینامیکی (Dynamic Adaptability) : این مواد می‌توانند به تغییرات محیطی واکنش نشان دهند. برای مثال، در بیومواد می‌توانند در واکنش به تغییرات pH یا دما، عملکرد خود را تنظیم کنند.
- کاربردهای زیست‌پزشکی (Biomedical Applications) : نانوروبات‌های تعبیه‌شده در این مواد می‌توانند در درمان هدفمند و انتقال دارو به نقاط خاص بدن مورد استفاده قرار گیرند.

## کاربردها

### پزشکی و زیست‌فناوری
- استفاده از ایمپلنت‌های هوشمند (Smart Implants) که می‌توانند به تغییرات فیزیولوژیکی بدن واکنش نشان دهند.
- ترمیم زخم و بافت با استفاده از مواد حاوی نانوروبات‌های ترمیم‌کننده.
- نانوحسگرهای زیستی برای تشخیص بیماری‌ها و نظارت بر وضعیت سلامت بیماران.

### مهندسی عمرانو ساخت‌وساز
- مواد ساختمانی خودترمیم‌شونده که می‌توانند ترک‌ها و آسیب‌ها را به‌صورت خودکار ترمیم کنند.
- بتن‌های هوشمند که قابلیت تغییر مقاومت در برابر شرایط محیطی مختلف را دارند.

### صنعت هوافضا و خودرو
- پوشش‌های هوشمند برای جلوگیری از خوردگی و بهبود استحکام مواد در صنایع هوافضا.
- مواد کامپوزیتی پیشرفته برای بهینه‌سازی وزن و استحکام خودروها و هواپیماها.

### الکترونیک و فناوری‌های پیشرفته (Electronics and Advanced Technologies)
- حافظه‌های نانومقیاس که قابلیت تغییر ساختار در پاسخ به داده‌ها را دارند.
- نمایشگرهای هوشمند با قابلیت تنظیم روشنایی و رنگ متناسب با محیط.

## چالش‌ها و محدودیت‌ها
با وجود پتانسیل بالای مواد هوشمند مبتنی بر نانوروبات‌ها، برخی چالش‌های فنی و عملیاتی وجود دارند که مانع از توسعه گسترده آن‌ها می‌شود:
- چالش‌های تولید : ساخت و یکپارچه‌سازی نانوروبات‌ها در مواد مختلف هنوز در مراحل آزمایشی است و نیازمند فناوری‌های پیشرفته‌تر است.
- هزینه‌های بالا : فناوری نانوروبات‌ها و مواد هوشمند هنوز هزینه‌بر است و استفاده از آن‌ها در محصولات تجاری نیازمند کاهش هزینه‌های تولید است.
- مسائل ایمنی و زیست‌محیطی : استفاده از نانوروبات‌ها در محیط‌های زیستی و صنعتی باید با در نظر گرفتن پیامدهای زیست‌محیطی و ایمنی انجام شود.

## آینده مواد هوشمند مبتنی بر نانوروبات‌ها
پیشرفت در حوزه فناوری نانو و مهندسی مواد، امکان توسعه بیشتر مواد هوشمند مبتنی بر نانوروبات‌ها را فراهم خواهد کرد. برخی از روندهای آینده شامل موارد زیر است:
- توسعه نانوروبات‌های زیستی (Bio-nanorobots) برای استفاده در پزشکی دقیق‌تر و درمان‌های پیشرفته.
- یکپارچه‌سازی با هوش مصنوعی (AI Integration) برای بهبود کنترل و تطبیق‌پذیری این مواد در زمان واقعی.
- افزایش پایداری و زیست‌تجزیه‌پذیری (Enhanced Sustainability and Biodegradability) برای کاهش اثرات زیست‌محیطی.